# Richard McKenna
Richard McKenna, född 9 maj 1913 i Mountain Home i Idaho, död 1 november 1964, var en amerikansk sjöman och science fiction-författare, som 1966 postumt belönades med Nebulapriset för sin novell The Secret Place.

## Tidiga år
McKenna tog värvning i U.S. Navy 1931, då han sökt fler arbetstillfällen än vad en lantlig del av landet kunde erbjuda vid höjdpunkten för den Stora depressionen. Under sina 22 år där kom han att delta såväl i Stilla havskriget som Koreakriget.
Genom att dra nytta av förmåner i den så kallade GI bill, blev det möjligt för McKenna att gå på college vid University of North Carolina at Chapel Hill i Chapel Hill, där han studerade kreativt skrivande.  
Han gifte sig även med bibliotekarien Eva, som han träffade på colleget.

## Författarkarriär
McKenna startade sin karriär som skriftställare med att ge ut science fiction. "Han hade enorm talang", skriver hans kollega Ben Bova i boken Notes to a Science Fiction Writer, "och hans första science fiction berättelse Casey Agonistes etablerade honom genast som en författare att bevaka." 
McKenna's mest kända arbete är The Sand Pebbles (1962), vilket blev den uppmärksammade filmen  Kanonbåten San Pablo 1966. The Sand Pebbles tog hem 1963 års $10.000 Harperpris-roman och valdes in i urval som en Book-of-the-Month Club.